# Peromyia syltefjordensis
Peromyia syltefjordensis är en tvåvingeart som beskrevs av Jaschhof 1996. Peromyia syltefjordensis ingår i släktet Peromyia och familjen gallmyggor.
Artens utbredningsområde är Norge. Arten är reproducerande i Sverige. Inga underarter finns listade i Catalogue of Life.